# Nonette (Fluss)
Die Nonette ist ein Fluss in Frankreich, der im Département Oise in der Region Hauts-de-France verläuft. Sie entspringt am  östlichen Ortsrand von Nanteuil-le-Haudouin, entwässert generell Richtung Westnordwest durch den Regionalen Naturpark Oise-Pays de France und mündet nach rund 40 Kilometern im Gemeindegebiet von Gouvieux als linker Nebenfluss in die Oise.

## Orte am Fluss
(Reihenfolge in Fließrichtung)
- Nanteuil-le-Haudouin
- Versigny
- Baron
- Montlognon
- Fontaine-Chaalis
- Borest
- Mont-l’Évêque
- Senlis
- Courteuil
- Avilly-Saint-Léonard
- Vineuil-Saint-Firmin
- Chantilly
- Gouvieux
- Toutevoie, Gemeinde Gouvieux

## Ökologie
Am südlichen Flussufer erstrecken sich die Hauptflächen des Natura 2000 Vogelschutzgebiet Massif des Trois Forêts et Bois du Roi.

## Sehenswürdigkeiten
- Schloss Chantilly, Schloss aus dem 16. Jahrhundert mit großer Parkanlage – Monument historique.[5] Die Nonette wurde für die Durchquerung der Parkanlage kanalisiert und dotiert alle Wasserflächen im Park.